# MSU 사커 파커 앳 핏서 필드
MSU 사커 파커 앳 핏서 필드(MSU Soccer Park at Pittser Field)는 미국 뉴저지주 몬트클레어에 위치한 축구 경기장으로 MLS 넥스트 프로 뉴욕 레드불스 II의 홈경기장이다.